# Турако танзанійський
Турако танзанійський (Tauraco hartlaubi) — вид птахів родини туракових (Musophagidae).

## Назва
Вид названо на честь німецького орнітолога Карла Гартлауба (1814—1900).

## Поширення
Вид поширений в Кенії, на півночі Танзанії та північному сході Уганди. Живе у тропічних гірських лісах на висотах від 1500 до 3200 м над рівнем моря.

## Опис
Птах середнього розміру, завдовжки до 43 см. Вага — 195—275 г. Тіло і шия зелені, а нижня частина тіла, крила і хвіст металевого синьо-пурпурового кольору. Першорядні махові пера крил — червоного кольору, її можна побачити лише у польоті. На голові є великий округлий гребінь темно-синього кольору. Такого з кольору потилиця та лице. Навколо очей є червоне кільце. Також він має велику білу пляму перед оком та білу лінію під ним. Дзьоб короткий, але міцний, гачкуватий, темно-помаранчевого кольору.

## Спосіб життя
Трапляється парами або невеликими групами. Проводить більшу частину свого часу серед гілок дерев, хоча може регулярно спускатися на землю, щоб попити. Живиться плодами, квітами, насінням, рідше комахами. Сезон розмноження триває з квітня по грудень. Гніздо будує серед гілок високого дерева. У кладці 2-3 яйця. Інкубація триває близько 22-23 дні.